# Йога-упанишады
Йога-упанишады (IAST: Yoga Upaniṣad) — группа небольших упанишад Индуизма, поднимающих тему йоги и написанных на санскрите. Двадцать Йога-упанишад перечислены в антологии Муктика. Йога-упанишады, наряду с другими небольшими упанишадами, обычно классифицируются раздельно от тринадцать основных упанишад, считающихся более древними и относящимися к ведическим традициям.
Йога-упанишады покрывают темы теории и практики техник йоги, с различным акцентированием на методологии и медитации, однако с общими идеями.

## Датировка
Точные даты создания каждой из Йога-упанишад остаются неизвестными, а оценки различных учёных разнятся. Согласно Махони, они с большой вероятностью были созданы в период между 100 г. до н. э. и 1100 г. н. э. Гэвин Флад, однако, датирует Йога-упанишады периодом между 100 г. до н. э. и 300 г. н. э. Согласно Джеймсу Маллинсону, некоторые Йога-упанишады были переписаны в XVIII веке для соответствия идеям Хатхи-йоги.
Мирча Элиаде отмечает, что стиль текста, архаичный язык и упоминание некоторых Йога-упанишад в других индийских текстах позволяет предположить, что следующие Йога-упанишады были с большой вероятностью сочинены в тот же период, что и Махабхарата и главные упанишады Санньяса: Брахмабинду (которая, вероятно, была сочинена одновременно с Майтраяния-упанишадой), Кшурика, Амритабинду, Брахмавидья, Теджобинду, Надабинду, Йогашикха, Дхьяна-бинду и Йога-таттва. Согласно этому предположению, данные упанишады были сочинены в последние века до н. э. или первые века н. э. Эти упанишады, добавляет Элиаде, скорее всего были сочинены раньше остальных 10—11 Йога-упанишад, таких как Йогакундалини, Вараха и Пашупата.

## Содержимое
Йога-упанишады рассматривают различные аспекты йоги, в том числе — позы, дыхательные упражнения, медитацию (дхьяна), звуки (нада), тантру (анатомию кундалини) и другое. Некоторые из рассматриваемых тем не покрываются Бхагавадгитой и Йога-сутрами Патанджали.
Многие тексты описывают йогу как состоящую из отдельных этапов или элементов (анг). Согласно Паулю Дойссену, важнейшими Йога-упанишадами, раскрывающими эти темы, являются Брахмавидья, Кшурика, Мантрика (относящаяся к Саманья-упанишадам), Надабинду, Брахмабинду, Амритабинду, Дхьяна-бинду, Теджобинду, Йогашикха, Йога-таттва и Хамса. Эти 11 Йога-упанишад с точки зрения Веданты принадлежат к веде шакха (школа). Они содержат рассуждения об этике (яме и нияме), асане, пранаяме, пратьяхаре, дхаране, дхьяне и самадхи.

## Список 20 упанишад
| Название                    | Серийный номер Муктики | Веда              | Период создания                                                          |
| --------------------------- | ---------------------- | ----------------- | ------------------------------------------------------------------------ |
| Хамса-упанишада             | 15                     | Шукла Яджур-веда  |                                                                          |
| Амритабинду-упанишада       | 20                     | Кришна Яджур-веда | Последние века до н. э. или первые века н. э.                            |
| Амританада-упанишада        | 21                     | Кришна Яджур-веда | 100 до н. э. — 300 н. э.                                                 |
| Кшурика-упанишада           | 31                     | Кришна Яджур-веда | 100 до н. э. — 300 н. э.                                                 |
| Теджобинду-упанишада        | 37                     | Кришна Яджур-веда | 100 до н. э. — 300 н. э.                                                 |
| Надабинду-упанишада         | 38                     | Риг-веда          | 100 до н. э. — 300 н. э.                                                 |
| Дхьяна-бинду-упанишада      | 39                     | Кришна Яджур-веда | 1100 до н. э. — 300 н. э.                                                |
| Брахмавидья-упанишада       | 40                     | Кришна Яджур-веда | 100 до н. э. — 300 н. э.                                                 |
| Йога-таттва-упанишада       | 41                     | Кришна Яджур-веда | 100 до н. э. — 300 н. э., либо в районе 150 года н. э, либо XI—XIII века |
| Тришикхи-брахмана-упанишада | 44                     | Шукла Яджур-веда  | Начало первого тысячелетия н. э.                                         |
| Йогачудамани-упанишада      | 46                     | Сама-веда         | XIV—XV век н. э.                                                         |
| Мандала-брахмана-упанишада  | 48                     | Шукла Яджур-веда  | Начало первого тысячелетия н. э.                                         |
| Адваятарака-упанишада       | 53                     | Шукла Яджур-веда  | 100 до н. э. — 300 н. э.                                                 |
| Шандилья-упанишада          | 58                     | Атхарва-веда      | 100 до н. э. — 300 н. э.                                                 |
| Йогашикха-упанишада         | 63                     | Кришна Яджур-веда | 100 до н. э. — 300 н. э.                                                 |
| Пашупата-упанишада          | 77                     | Атхарва-веда      | Поздняя эпоха                                                            |
| Йогакундалини-упанишада     | 86                     | Кришна Яджур-веда | Сочинена позже Йога-сутры                                                |
| Джабала-даршана-упанишада   | 90                     | Сама-веда         | 100 до н. э. — 300 н. э.                                                 |
| Махавакья-упанишада         | 92                     | Атхарва-веда      | 100 до н. э. — 300 н. э.                                                 |
| Вараха-упанишада            | 98                     | Кришна Яджур-веда | Середина второго тысячелетия н. э.                                       |